# Liste der Kulturgüter in Trubschachen
Die Liste der Kulturgüter in Trubschachen enthält alle Objekte in der Gemeinde Trubschachen im Kanton Bern, die gemäss der Haager Konvention zum Schutz von Kulturgut bei bewaffneten Konflikten, dem Bundesgesetz vom 20. Juni 2014 über den Schutz der Kulturgüter bei bewaffneten Konflikten sowie der Verordnung vom 29. Oktober 2014 über den Schutz der Kulturgüter bei bewaffneten Konflikten unter Schutz stehen.
Objekte der Kategorie A sind im Gemeindegebiet nicht ausgewiesen, Objekte der Kategorie B sind vollständig in der Liste enthalten, Objekte der Kategorie C fehlen zurzeit (Stand: 25. April 2024). Unter übrige Baudenkmäler sind geschützte Objekte zu finden, die im Bauinventar des Kantons Bern als «schützenswert» verzeichnet sind.

## Kulturgüter
| Foto |                                                                | Objekt                              | Kat. | Typ | Standort                                        | Beschreibung |
| ---- | -------------------------------------------------------------- | ----------------------------------- | ---- | --- | ----------------------------------------------- | --- |
| ja   | Datei hochladen · Wikidata zu Gasthof Bären (Q29675562)        | Gasthof Bären KGS-Nr.: 01288        | B    | G   | Trubstrasse 1 630920 / 197010                   | Um 1800 erbauter Gasthof, dessen Kern auf das Jahr 1698 zurückgeht. Prächtiger giebelständiger Ständerbau mit elf Achsen unter mächtigem, geknicktem Krüppelwalmdach mit aufgesetzten Lukarnen. Die Hauptfassade besitzt eine elegante, geschweifte Ründe, dren Bemalung ein Fachwerk vortäuscht. Sowohl die Fensterbänke als auch die Fenster- und Türverdachungen sind profiliert. |
| ja   | Datei hochladen · Wikidata zu Hasenlehn, Baugruppe (Q29675576) | Hasenlehn, Baugruppe KGS-Nr.: 01289 | B    | G   | Hasenlehnmattestrasse 1 (3, 3a) 630750 / 196880 | Das in der Mitte des 19. Jahrhunderts erbaute Bauernhaus dient heute als Heimatmuseum mit Café und bildet den Mittelpunkt einer Baugruppe. Fünfachsiger Fachwerkbau mit strassenseitigem Wohnteil und ehemaligem Ökonomietrakt. Beide Giebelseiten sind gleich ausgebildet mit gedrückter Ründe, stark abgebogenen Vogeldielen und Trauflauben.                                      |
| ja   | Datei hochladen · Wikidata zu Himmelhus (Q29675592)            | Himmelhus KGS-Nr.: 01290            | B    | G   | Dorfstrasse 37 630795 / 196890                  | Das um 1700 erbaute Wohnhaus ist ein mächtiger Ständerbau unter geknicktem Krüppelwalmdach mit Segmentbogen-Ründe. Die Bemalung der Ründe stammt aus dem Jahr 1738 und zeigt Scheinarchitektur sowie ornamentale Motive in barocker Manier. Das Erdgeschoss besitzt über drei Fensterachsen reichende Fensterbänke, die Fenster eine 24-teilige Sprossenteilung.                     |

## Übrige Baudenkmäler
Hinweis: Anstelle der KGS-Nummer wird als Objekt-Identifikator (ID) die Grundstücksnummer verwendet.
| ID  | Foto |                                                                        | Objekt                                      | Typ | Standort                                   | Beschreibung |
| --- | ---- | ---------------------------------------------------------------------- | ------------------------------------------- | --- | ------------------------------------------ | ------------ |
| 14  | ja   | Datei hochladen · Wikidata zu Reformierte Kirche (1891/92) (Q55412449) | Reformierte Kirche (1891/92)                | G   | Dorfstrasse 6 631013 / 196955              |              |
| 19  | ja   | Datei hochladen                                                        | Oelibrücke über die Trueb (1891)            | G   | Trubstrasse N.N. 631376 / 197304           |              |
| 28  | BW   | Datei hochladen                                                        | Speicher (1726)                             | G   | Untere Schwand 240 631469 / 197047         |              |
| 40  | BW   | Datei hochladen                                                        | Bauernhaus (Mitte 18. Jh.)                  | G   | Vorder Wingey 460 629106 / 196819          |              |
| 40  | BW   | Datei hochladen                                                        | Speicher (1626)                             | G   | Vorder Wingey 461 629122 / 196790          |              |
| 44  | BW   | Datei hochladen                                                        | Bauernhaus (1776)                           | G   | Steinbach 286 631593 / 196362              |              |
| 47  | BW   | Datei hochladen                                                        | Ehemaliges Bauernhaus (2. Hälfte 18. Jh.)   | G   | Mühlestrasse 35 631306 / 196766            |              |
| 53  | BW   | Datei hochladen                                                        | Bauernhaus (1757)                           | G   | Hinter Schwendestalden 451 629052 / 195772 |              |
| 55  | BW   | Datei hochladen                                                        | Bauernhaus (18. Jh.)                        | G   | Unter Hauenen 316 630753 / 194586          |              |
| 65  | BW   | Datei hochladen                                                        | Wohnhaus (1749)                             | G   | Grauenstein 263 632041 / 196179            |              |
| 65  | BW   | Datei hochladen                                                        | Speicher (1749)                             | G   | Grauenstein 264 632064 / 196187            |              |
| 80  | BW   | Datei hochladen                                                        | Wohnhaus (1845)                             | G   | Mühlestrasse 3 631108 / 196889             |              |
| 97  | BW   | Datei hochladen                                                        | Speicher (1771)                             | G   | Obere Schwand 244 631689 / 197213          |              |
| 99  | BW   | Datei hochladen                                                        | Wohnhaus (um 1890)                          | G   | Dorfstrasse 7 630963 / 196932              |              |
| 112 | BW   | Datei hochladen                                                        | Speicher (1795)                             | G   | Blapbachbergli 384 630395 / 196478         |              |
| 121 | BW   | Datei hochladen                                                        | Bauernhaus (1. Hälfte 19. Jh.)              | G   | Jägerhaus 359 630210 / 195269              |              |
| 121 | BW   | Datei hochladen                                                        | Stall (1735)                                | G   | Krümpelhüttli 355 629551 / 194413          |              |
| 141 | BW   | Datei hochladen                                                        | Bauernhaus (1781)                           | G   | Tschäni 386 630360 / 196180                |              |
| 150 | BW   | Datei hochladen                                                        | Bauernhaus (1718)                           | G   | Ober Blapbach 369 630383 / 196787          |              |
| 153 | BW   | Datei hochladen                                                        | Speicher (1870)                             | G   | Rossmoosscheuer 398 629553 / 196073        |              |
| 154 | BW   | Datei hochladen                                                        | Speicher (1738)                             | G   | Ober Bergen 321 631027 / 195947            |              |
| 171 | BW   | Datei hochladen                                                        | Stöckli (1837)                              | G   | Hinter Wingey 456 629223 / 196757          |              |
| 195 | BW   | Datei hochladen                                                        | Speicher (1832)                             | G   | Ortbach 377 630096 / 196689                |              |
| 199 | BW   | Datei hochladen                                                        | Stall (um 1750)                             | G   | Bauernblapbach 348 629670 / 193352         |              |
| 221 | BW   | Datei hochladen                                                        | Mehrfamilienhaus (1830)                     | G   | Schärischachen 1 629534 / 197054           |              |
| 237 | BW   | Datei hochladen                                                        | Wohnhaus (1895)                             | G   | Dorfstrasse 68 630437 / 197014             |              |
| 246 | BW   | Datei hochladen                                                        | Speicher (1795)                             | G   | Hintere Bäregg 10 629619 / 197239          |              |
| 250 | BW   | Datei hochladen                                                        | Bauernhaus (1769)                           | G   | Unter Folz 14 630859 / 197445              |              |
| 259 | BW   | Datei hochladen                                                        | Bauernhaus (1751)                           | G   | Ober Christensberg 24 631423 / 198051      |              |
| 259 | BW   | Datei hochladen                                                        | Speicher (1648)                             | G   | Ober Christensberg 25 631445 / 198080      |              |
| 262 | BW   | Datei hochladen                                                        | Speicher (1683)                             | G   | Hasenlehn 91 630632 / 197004               |              |
| 262 | BW   | Datei hochladen                                                        | Doppelbauernhaus (1737)                     | G   | Hasenlehn 92 630615 / 197034               |              |
| 262 | BW   | Datei hochladen                                                        | Stöckli (1760)                              | G   | Hasenlehn 93 630590 / 197055               |              |
| 280 | BW   | Datei hochladen                                                        | Ehemaliges Stöckli (1783)                   | G   | Hasenlehnmattestrasse 3 630751 / 196840    |              |
| 280 | BW   | Datei hochladen                                                        | Speicher (1785)                             | G   | Hasenlehnmattestrasse 3a 630773 / 196854   |              |
| 295 | BW   | Datei hochladen                                                        | Wohnhaus (um 1880)                          | G   | Dorfstrasse 19 630862 / 196934             |              |
| 295 | BW   | Datei hochladen                                                        | Wohnhaus "Himmelhaus" (um 1700)             | G   | Dorfstrasse 37 630798 / 196896             |              |
| 296 | BW   | Datei hochladen                                                        | Wohnhaus (1850)                             | G   | Dorfstrasse 11 630901 / 196960             |              |
| 297 | BW   | Datei hochladen                                                        | Wohnhaus (1907)                             | G   | Dorfstrasse 15 630880 / 196942             |              |
| 300 | BW   | Datei hochladen                                                        | Käsehandelshaus (um 1750)                   | G   | Dorfstrasse 16 630894 / 196989             |              |
| 300 | BW   | Datei hochladen                                                        | Scheune (um 1750)                           | G   | Dorfstrasse 16a 630886 / 196998            |              |
| 300 | BW   | Datei hochladen                                                        | Ofen- und Waschhaus (1757)                  | G   | Dorfstrasse 16b 630870 / 196991            |              |
| 303 | BW   | Datei hochladen                                                        | Wohnhaus (Mitte 19. Jh.)                    | G   | Dorfstrasse 14 630931 / 196984             |              |
| 304 | BW   | Datei hochladen                                                        | Wohnhaus mit Laden (1830)                   | G   | Dorfstrasse 12 630939 / 196984             |              |
| 323 | BW   | Datei hochladen                                                        | Speicher (1738)                             | G   | Vorder Weg 33 631195 / 197367              |              |
| 329 | BW   | Datei hochladen                                                        | Ehemaliges Bauernhaus (1703)                | G   | Schachenhaus 237 631698 / 197549           |              |
| 357 | BW   | Datei hochladen                                                        | Speicher (1808)                             | G   | Hinter Wingey 457 629173 / 196745          |              |
| 359 | BW   | Datei hochladen                                                        | Ehemalige Nagelschmiede (2. Hälfte 18. Jh.) | G   | Ortbach 378 630030 / 196657                |              |
| 382 | BW   | Datei hochladen                                                        | Bienenhaus (1921)                           | G   | Obere Schwand 245 631719 / 197183          |              |
| 558 | BW   | Datei hochladen                                                        | Ehemaliges Taunerhaus (Mitte 18. Jh.)       | G   | Glaser 235 631499 / 197432                 |              |
| 720 | BW   | Datei hochladen                                                        | Bauernhaus (Mitte 18. Jh.)                  | G   | Unter Tiefenbach 438 629728 / 196826       |              |